# Lamacsi ütközet
A lamacsi ütközet a porosz–osztrák–olasz háború utolsó ütközete volt és az egyetlen, amelyet magyar területen vívtak. Az összecsapásra Pozsony határában, Lamacs (szlovákul: Lamač) falunál került sor. (Lamacs ma Pozsony elővárosa). Német nyelvű leírásokban blumenaui csata néven nevezik. (Blumenau falu Lamacs város egyik része).

## Szemben álló erők
A csatában a porosz hadsereg és az osztrák császári erők néztek szembe egymással. A porosz egységek jobban fel voltak szerelve, mint ellenfelük, (ez már jól megmutatkozott a königgrätzi csatában is). Jobb minőségű és modernebb fegyvereik voltak. A csatában részt vevő egységek számáról egyik oldalon sincs pontos adat.

## A csata előzményei és lefolyása
A győztes porosz seregek a königgrätzi csata után közeledtek Magyarország felé és 1866 júliusára több porosz egység átkelt az ország nyugati határán. Ezek után a poroszok a Szakolca–Pozsony-országúton nyomultak előre egészen Malackáig. A csata előestéjén Eduard von Fransecky porosz tábornok azt a parancsot adta Julius von Bose tábornoknak, hogy egységeivel Friedrich Mondel osztrák tábornok jobb szárnyát kerülje meg, míg ő az osztrák főerőkre támad.
A csata másnap kezdődött. Bose csapatai a parancs értelmében az országúttól a Kis-Kárpátok nyúlványai között haladva egészen Lamacs faluig nyomultak előre. Ez alatt Fransecky parancsnoksága alatt lévő porosz egységek kora reggel támadást indítottak a Lamacs és Hidegkút települések között felállított osztrák főhad ellen. A támadás erős volt, de az osztrákok hősiesen kitartottak és egészen a déli órákig védekeztek. Ez alatt Bose még kora reggel elfogott erdőőrt. Az erdőőr segítségével a Zerge-hegy magaslatára küldött egy hadosztályt, akiknek sikerült a magaslaton pihenő osztrák erőket meglepniük. A hegyen állomásozó osztrák vadászszázadot és a II. Lipót gyalogezredet a poroszok megtámadták, legyőzték és a menekülő osztrák katonákat majdnem a pozsonyi pályaházig üldözték. Bose erőinek ezáltal sikerült az osztrák főhadnak a hátába kerülnie, de ekkor mindkét fél értesült róla, hogy Nikolsburgban a porosz és az osztrák fél között fegyverszünet aláírására került sor. A csata ezáltal véget ért, befejeződött és vele együtt az egész háború is végérvényesen.
A veszteségekről sincsenek pontos adatok, de az bizonyos, hogy mindkét oldalon száznál több ember esett el.